# 蓋爾揚省
蓋爾揚省（阿拉伯语：‎）是利比亞一個已撤銷的省，位於該國西北部，2007年併入新成立的西山省。面積4,660平方公里。2003年人口161,408人。首府蓋爾揚。